# Бербучень
Бербучень, Бербучені (рум. Bărbuceni) — село у повіті Вилча в Румунії. Входить до складу комуни Прундень.
Село розташоване на відстані 150 км на захід від Бухареста, 41 км на південь від Римніку-Вилчі, 58 км на північний схід від Крайови, 147 км на південний захід від Брашова.

## Населення
За даними перепису населення 2002 року у селі проживали 539 осіб, усі — румуни. Усі жителі села рідною мовою назвали румунську.